# Masao Uchino
Masao Uchino (født 21. april 1934, død 2013) var en japansk fodboldspiller.

## Japans fodboldlandshold
| Japans landshold | Japans landshold | Japans landshold |
| År               | Kmp              | Mål              |
| ---------------- | ---------------- | ---------------- |
| 1955             | 4                | 1                |
| 1956             | 3                | 1                |
| 1957             | 0                | 0                |
| 1958             | 1                | 0                |
| 1959             | 4                | 1                |
| 1960             | 1                | 0                |
| 1961             | 2                | 0                |
| 1962             | 3                | 0                |
| Total            | 18               | 3                |